# 棒球挑戰聯盟
棒球挑戰聯盟（日語：ベースボール・チャレンジ・リーグ，簡稱：BC聯盟），是日本的獨立棒球聯盟之一，也是繼四國島聯盟之後日本的第二個獨立聯盟，目前有8支球團並分為南地區和北地區兩區進行比賽。

## 歷史
成立於2006年，原稱北信越棒球挑戰聯盟（日語：北信越ベースボール・チャレンジ・リーグ，簡稱北信越BC聯盟），創立時以北信越地方的新潟縣、長野縣、石川縣及富山縣等四支球團為主，並於2007年展開聯盟首個賽季，同年年底因為群馬縣和福井縣兩支球團的加入，因而更為現名，2008年，分為上信越地區和北陸地區兩地區參賽，並實施上下半季制度。
2015年，以埼玉縣熊谷市和福島縣為主的兩支球團獲得批准並開始參賽，因此將分區重新劃分為東部和西部兩區，聯盟也達到8隊的規模，2016年，聯盟再度批准以栃木縣和滋賀縣為主的兩支球團，並於隔年開始參賽，2018年，再度批准以茨城縣為主的球團，並於2019年開始參賽，同年，神奈川縣的球團申請加入，並於2020年開始參賽，使得聯盟成為具有12支球隊的大型獨立聯盟，並在2020年開始將所屬地區重新再劃分成東地區、中地區及西地區等三個區域，並取消上下半季制，改為單一球季。
2022年，原所屬西地區的四支球隊（富山GRN雷鳥、石川百萬之星、海洋滋賀黑及福井狂野馳龍）因不滿聯盟將資源偏重於東地區球隊因此決定脫離聯盟，並另組聯盟為「日本海海洋聯盟」，使棒球挑戰聯盟回到8支球隊的規模，並將分區再度調整，改成北地區及南地區。

## 現行賽制
- 比賽時間為每年四月到十月。
- 每球團每季共出賽62場
- 季後賽由兩地區前二名球隊以三戰兩勝制對決；優勝球隊代表地區，再以五戰三勝爭取聯盟冠軍。

## 參賽球隊

### 現役球隊
| 地區     | 主場所在地     | 球隊名                       | 日文   | 創立年分 |
| -------- | -------------- | ---------------------------- | ------ | -------- |
| 南地區   |                |                              |        |          |
| 埼玉縣   | 埼玉武藏熱火熊 | 埼玉武蔵ヒートベアーズ       | 2014年 |          |
| 栃木縣   | 栃木金色勇士   | 栃木ゴールデンブレーブス     | 2016年 |          |
| 茨城縣   | 茨城宇宙行星   | 茨城アストロプラネッツ       | 2018年 |          |
| 神奈川縣 | 神奈川未來之夢 | 神奈川フューチャードリームス | 2019年 |          |
| 北地區   |                |                              |        |          |
| 新潟縣   | 新潟天鵝之皇   | 新潟アルビレックスBC         | 2006年 |          |
| 長野縣   | 信濃大羚羊     | 信濃グランセローズ           | 2006年 |          |
| 群馬縣   | 群馬鑽石飛馬   | 群馬ダイヤモンドペガサス     | 2007年 |          |
| 福島縣   | 福島紅色希望   | 福島レッドホープス           | 2014年 |          |

- 所有球隊都是該年創立，隔年正式參加比賽

### 過往球隊
| 地區   | 主場所在地   | 球隊名                 | 日文   | 創立年分 |
| ------ | ------------ | ---------------------- | ------ | -------- |
| 西地區 |              |                        |        |          |
| 富山縣 | 富山GRN雷鳥  | 富山GRNサンダーバーズ  | 2006年 |          |
| 石川縣 | 石川百萬之星 | 石川ミリオンスターズ   | 2006年 |          |
| 福井縣 | 福井狂野馳龍 | 福井ワイルドラプターズ | 2007年 |          |
| 滋賀縣 | 海洋滋賀黑   | オセアン滋賀ブラックス | 2016年 |          |

- 原西地區四支球隊皆於2022年退出聯盟

## 歷年總冠軍
| 年度   | 球隊           | 分區       |
| ------ | -------------- | ---------- |
| 2007年 | 石川百萬之星   | —          |
| 2008年 | 富山GRN雷鳥    | 北陸地區   |
| 2009年 | 群馬鑽石飛馬   | 上信越地區 |
| 2010年 | 石川百萬之星   | 北陸地區   |
| 2011年 | 石川百萬之星   | 北陸地區   |
| 2012年 | 新潟天鵝之皇   | 上信越地區 |
| 2013年 | 石川百萬之星   | 北陸地區   |
| 2014年 | 群馬鑽石飛馬   | 上信越地區 |
| 2015年 | 新潟天鵝之皇   | 東地區     |
| 2016年 | 群馬鑽石飛馬   | 東地區     |
| 2017年 | 信濃大羚羊     | 西地區     |
| 2018年 | 群馬鑽石飛馬   | 東地區     |
| 2019年 | 栃木金色勇士   | 東地區     |
| 2020年 | 神奈川未來之夢 | 東地區     |
| 2021年 | 群馬鑽石飛馬   | 中地區     |
| 2022年 | 信濃大羚羊     | 北地區     |
| 2023年 | 埼玉武藏熱火熊 | 南地區     |

## 外部連結
- 官方网站 （页面存档备份，存于）（日語）
- 棒球挑戰聯盟在台灣棒球維基館上的頁面（繁體中文）